# George Ripley Bliss
George Ripley Bliss (20 de junio de 1816-21 de marzo de 1893) fue un clérigo y educador estadounidense.

## Biografía
George R. Bliss nació en Sherburne, Nueva York, el 20 de junio de 1816. Se casó con Mary Ann Raymond (1821-1912). Tuvieron 13 hijos. Su hijo, el general Tasker Howard Bliss, fue Jefe de Estado Mayor del Ejército de los Estados Unidos de 1917 a 1918. Su hijo, Ward R. Bliss, sirvió en la Cámara de Representantes de Pensilvania. Se graduó del Hamilton College y de la escuela de Divinidad Colgate Rochester Crozer y se convirtió en clérigo bautista. Bliss enseñó griego (ocupó la cátedra del departamento entre 1849 y 1874), latín y exégesis bíblica en Bucknell y en el Seminario Teológico Crozer, y se desempeñó como bibliotecario de la Universidad de Bucknell. También fue presidente de la universidad dos veces, en 1857-1858 y en 1871-72. Bliss murió en Lewisburg, Pensilvania, el 21 de marzo de 1893. Fue enterrado en el cementerio de Lewisburg.